# Acyrusa ciliata
Acyrusa ciliata är en skalbaggsart som först beskrevs av Francis Polkinghorne Pascoe 1863.  Acyrusa ciliata ingår i släktet Acyrusa och familjen långhorningar. Inga underarter finns listade i Catalogue of Life.